# Mlînivți, Zboriv
Mlînivți (în ucraineană Млинівці) este localitatea de reședință a comunei Mlînivți din raionul Zboriv, regiunea Ternopil, Ucraina.

## Demografie
Componența lingvistică a localității Mlînivți
     Ucraineană (99,41%)
     Alte limbi (0,36%)
Conform recensământului din 2001, majoritatea populației localității Mlînivți era vorbitoare de ucraineană (99,41%), existând în minoritate și vorbitori de alte limbi.